# Michael Blättel
Michael Blättel (* 29. September 1960 in Elz) ist ein ehemaliger deutscher Fußballspieler und -trainer.
Der Mittelfeldspieler begann seine Karriere beim SV Elz und wechselte 1977 zu Eintracht Frankfurt. Dort kam er am 1. Dezember 1979 im Spiel bei Werder Bremen zu seinem Bundesligadebüt. Mit den Frankfurtern wurde er 1980 UEFA-Pokal-Sieger und 1981 deutscher Pokalsieger.
Von 1981 bis 1986 stand er beim 1. FC Saarbrücken unter Vertrag, danach lief er für Fortuna Düsseldorf, den FC 08 Homburg und den SV Darmstadt 98 auf. Insgesamt kam Michael Blättel auf 102 Einsätze in der Bundesliga und 159 Spiele in der 2. Liga.
Seit dem Jahr 1991 arbeitet Blättel als Trainer. Er war beim VfR 19 Limburg, dem 1. FSV Mainz 05 (Junioren), dem FSV Frankfurt (Regionalliga Süd, 1998–2000) und von 2008 bis September 2009 als Trainer der A-Jugend des SV Wehen Wiesbaden in der A-Junioren-Hessenliga tätig. Seit dem Jahr 2011 war er für eine gewisse Zeit Trainer bei der Eintracht-Frankfurt-Fußballschule.